# Charlotte Auerbach
Charlotte "Lotte" Auerbach (14 de mayo de 1899, Krefeld, Alemania - 17 de marzo de 1994, Edimburgo, Reino Unido) fue una genetista y zoóloga judía-alemana que contribuyó al descubrimiento de la mutagénesis y de sus efectos. Se hizo célebre en 1942 cuando puso de manifiesto, con Alfred Joseph Clark y J. M. Robson, que el gas mostaza podía causar mutaciones a la drosófila. Fue autora de 91 artículos y obras científicas, y miembro de la Sociedad Real de Edimburgo así como de la Sociedad Real de Londres.
En 1976, recibió la medalla Darwin de la Sociedad Real de Londres. Más allá de su contribución al adelanto de la ciencia, se distinguió igualmente por sus calidades humanas a lo largo de su vida : su curiosidad, su independencia, su modestia y su honradez.

## Biografía
Charlotte nació en Krefeld, en Alemania, hija de Friedrich Auerbach y de Selma Sachs, su única hija. Pudo estar influida por los demás científicos Leopold Auerbach de su familia : su padre Fiedrich Auerbach era químico, mientras que su tío físico y su abuelo, Leopold Auerbach, anatomista. Su familia, de obediencia judía, estaba establecida desde varias generaciones en la ciudad de Wroclaw, alemana en el momento de su nacimiento y conocida bajo el nombre de Breslavia. 
Obligada a abandonar su plaza de profesora después de la llegada al poder de los nazis en Alemania y por consejos de su madre, abandona Alemania para migrar al Reino Unido en 1933. Obtiene la nacionalidad británica en 1939.
Charlotte no se casó, ni tuvo hijos biológicos. En cambio, adoptó, de manera informal, dos niños. Michael Avern, que ayudó. Y a Angelo Alecci, originario de una familia pobre de Sicilia, que Charlotte encontró por medio de la ONG Save the Children
En 1989, a la edad de 90 años, lega su casa de Edimbourg a Michael Avern. E ingresa en una casa de retiro de la misma ciudad. Falleció en 1994 y fue incinerada.

## Carrera

### Estudios y comienzos
Estudió biología y química al seno de las universidades de Wurtzbourg, Friburgo y Berlín. Tuvo como profesoras a Karl Haider y Max Hartmann de Berlín, y luego a Hans Kniep en Wurtzburgo. Después de seguir brillantemente sus estudios en biología, química y física, trabajó como profesora de ciencias. Consigue, con las felicitaciones del jurado, un concurso en 1924.
Debuta en su carrera en Heidelberg en 1924, después enseñó en Frankfurt. Comenzó investigaciones de tercer ciclo al seno del Instituto de biología Kaiser Wilhelm (Berlín-Dahlem) en embriología experimental bajo la dirección de Otto Mangold. En 1929, abandonó sus trabajos con Otto Mangold (que se unirá al partido nazi), no soportando más su carácter autoritario.
Retoma su plaza de profesora de biología en varias escuelas de Berlín, hasta que las leyes nazis prohíben el ejercicio del oficio de profesor a las personas judía. Charlotte abandona Alemania en 1933 para instalarse en Edimburgo donde obtiene su doctorado en 1935 del Institute of Animal Genetics de la Universidad de Edimburgo. La investigadora dependería de esa institución a lo largo de la continuación de su carrera.

### Investigaciones
Su tema de tesis puerta sobre el desarrollo de las patas de la drosofila. Después fue asistente de Francis Albert Eley Crew, que la íntegra al grupo de científicos en torno a él. Entre ellos, Hermann Joseph Muller (Premio Nobel en 1946), genetista estadounidense especializado en la propiedad de las mutaciones y presentado en Edimburgo entre 1938 y 1940. De ese encuentro, data la orientación de las investigaciones de Charlotte hacia el tema de las mutaciones.
Su trabajo sobre las mutaciones de las drosófilas expuestas al gas mostaza quedó sin embargo secretos durante varios años, porque el asunto se juzgaba sensible por el ejecutivo británico. La científica fue autorizada finalmente a publicar sus resultados en 1947.
Charlotte cambió su estatus de profesora asistente en genética animal por aquel de maestro de conferencias en 1947, después profesora universitaria en genética en 1967. Concluyó su carrera con el título de profesora emérita en 1969.

### Recompenses y distinciones

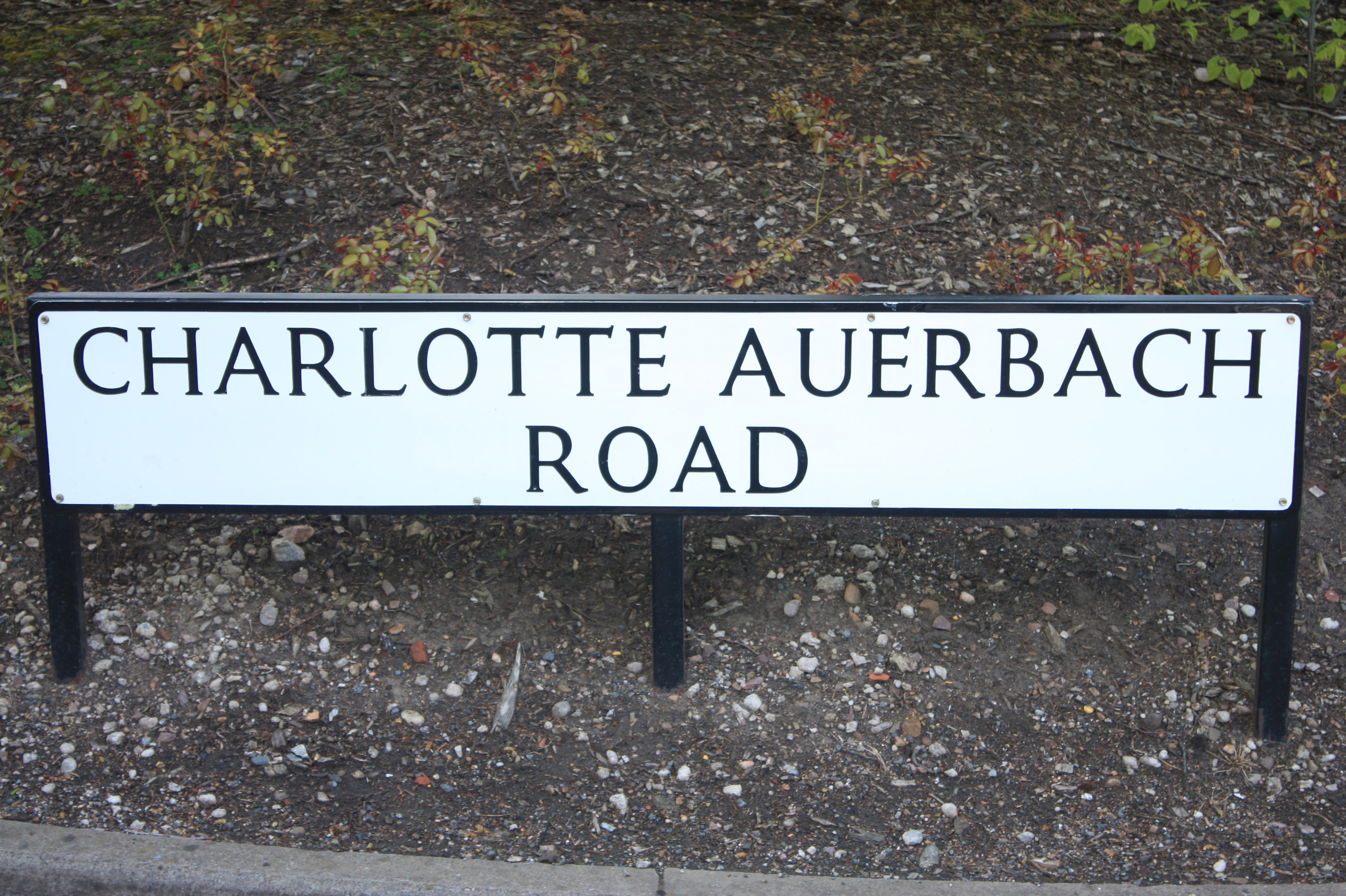
Charlotte Auerbach Road, Edimburgo

- 1947 Medalla Keith, Sociedad real de Edimburgo,
- 1949 Miembro de la Sociedad real de Edimburgo,
- 1957 Miembro de la Sociedad real de Londres,
- 1968 Miembro extranjero de la Academia real danesa de las ciencias y de las cartas,
- 1970 Miembro extranjero de la Academia nacional de las ciencias, Estados Unidos,
- 1975 Doctor honoris causó, Universidad de Leiden,
- 1976 Medalla Darwin de la Sociedad real de Londres ; doctor honoris causó, Trinity College, Dublín ; y doctor honoris causó, Universidad de Cambridge,
- 1978 Miembro de la United Kingdom Environmental Mutagen society
- 1982 Premio del Instituto de la Vida-EDF,[6]
- 1984 Gregor Mendel Preis, German Genetical Society.
- 1984 Doctor honoris causó, Universidad de la Indiana, Estados Unidos.

Una de las calles del campus King's Buildings (en) de la Universidad de Edimburgo se nombró Charlotte Auerbach Kings Buildings su honor.

## Algunas publicaciones

### Libros
- Auerbach C., 1961, 1964. The Science of Genetics. New Yoerk, Harper & Row.
- Auerbach C., 1965. Notas for Introductory Carreras in Genetics. Edinburgh: Kallman.
- Auerbach C, 1976. Mutación Research: Problems, Results and Perspectivas. London: Chapman & Hall.

### Artículos
- Auerbach C., J. M. Robson, & J. G. Carr, 1947. Chemical Producción of Mutaciones. Ciencia 105:243-247.
- Auerbach C., 1960. Hazards of Radiación. Nature 189:169.
- Auerbach C., 1961. Chemicals and their effects. In: Symposium se Mutación and Plant Breeding, Nacional Research Council Publicación 891, 120-144. Washington D. C.: Nacional Academy of Ciencias.
- Auerbach C., 1962. Mutación: Año Introducción to research se Mutagenesis. Marcha I. Methods. Edinburgh: Oliver & Boyd.
- Auerbach C., 1962. The producción of visibles mutaciones in Drosophila by clorethylmethanesulfonate. Genetical Res. 3:461-466.
- Auerbach C., D.S. Falconer & J.TIENE. Isaacson 1962. Test for sex-linked lethals in irradiated mice. Genetical Res. 3: 444-447.
- Auerbach C., 1963. Stages in the cell ciclo and germ cell development. In: Radiación effects in Physics, Chemistry and Biology, editó Ebert, M. & TIENE. Howard, 152-168. Chicago Year Book Medical.
- Auerbach C., 1966. Chemical inducción of recessive lethals in Neurospora crassa. Microbial Genetics Bull. 17:5.
- Auerbach C., 1966. Drosophila tests in pharmacology. Nature 210:104.
- Auerbach C., 1967. The chemical producción of mutaciones. Ciencia 158:1141-1147.
- Auerbach C., D. Ramsey, 1967. Differential effect of incubación temperature se nitrous acid-induced reversión frequencies at two loci in Neurospora. Mutation Res. 4:508-510.
- Auerbach C., 1970. Remark se the 'Mesas for determining statistical significance of mutación frequencies'. Mutation Res. 10:256.
- Auerbach C., D. Ramsey, 1970. Analysis of ha coloca of mutagen specificity in Neurospora crassa. II INTERACCIÓN between treatments with diepoxybutane (DEB) and ultraviolet light. Molecular and General Genetics 109: 1-17.
- Auerbach C., 1970. Analysis of ha Coloca of mutagen specificity in Neurosopra crassa III. Fractionated treatment with diepoxybutane (DEB). Molecular and General Genetics 109:285-291.
- Auerbach C., B.J. Kilbey 1971. Mutación in eukaryotes. Annual Review of Genetics 5:163-218.
- Auerbach C., D. Ramsay 1971. The problem of viability estimates in tests for reverse mutaciones. Mutation Res. 11:353-360.
- Auerbach C., 1973. Analysis of the storage effect of diepoxybutane (DEB). Mutational Res. 18:129-141.
- Auerbach C., M. Moutschen-Dahmen, J. Moutschen, 1977. Genetic and cytogenetic effects of formaldehyde and related compounds. Mutation Res. 39:317-362.
- Auerbach C. 1978. A pilgrim's progress through mutación research. Perspectivas in Biology and Medicine 21:319-334.